# Enoplolambrus echinatus
Enoplolambrus echinatus is een krabbensoort uit de familie van de Parthenopidae. De wetenschappelijke naam van de soort is voor het eerst geldig gepubliceerd in 1790 door Herbst.